# Concoules
Concoules är en kommun i departementet Gard i regionen Occitanien i södra Frankrike. Kommunen ligger i kantonen Génolhac som tillhör arrondissementet Alès. År 2022 hade Concoules 271 invånare.

## Befolkningsutveckling
Antalet invånare i kommunen Concoules
Referens:INSEE